# Mikulski
Mikulski je priimek več oseb:
- Barbara Mikulski, ameriška političarka
- Semjon Petrovič Mikulski, sovjetski general